# Atopomelidae
Famille
Les Atopomelidae sont une des nombreuses familles d'acariens.

## Description
Les Atopomelidae sont des animaux minuscules.